# Cecilia (cantautora)
Evangelina Sobredo Galanes (Madrid, 11 de octubre de 1948-Colinas de Trasmonte, Zamora, 2 de agosto de 1976), más conocida como Cecilia, fue una cantautora española. 
Su carrera artística fue corta, pero consiguió gran popularidad con canciones como «Un ramito de violetas», «Mi querida España», «Dama, dama» o «Amor de medianoche», que lograron ser un éxito en España en la década de 1970. Falleció en un accidente automovilístico cuando tenía veintisiete años, por lo que su nombre se cita en el llamado «Club de los 27» de personalidades que han muerto a esa edad.

## Biografía

### Infancia y juventud
Nació en El Pardo el 11 de octubre de 1948. Como una de los ocho hijos del militar y diplomático español José Ramón Sobredo y Rioboo (7 de octubre de 1909-23 de octubre de 1990) y María Dolores Galanes Saavedra (4 de octubre de 1917-1 de febrero de 2013), tuvo una infancia itinerante (Reino Unido, Estados Unidos, Portugal, Argelia y Jordania) y una educación cosmopolita: aprendió a hablar en inglés al mismo tiempo que en español. Por eso, sus primeras letras como cantautora fueron en estos dos idiomas por igual, aunque finalmente se inclinó por el español. 
Se educó con una monja estadounidense que la animó a tocar la guitarra y a cantar en fiestas de fin de curso. De regreso a España, comenzó y abandonó los estudios de derecho, porque decidió dedicarse por completo a la música y a componer sus propias letras con una calidad poética y literaria por encima de lo habitual en su tiempo. 
Su lírica está vinculada al existencialismo y a la canción de protesta feminista. Mantuvo una relación sentimental con el también músico Luis Gómez-Escolar, con quien colaboró en algunos trabajos y con quien planeaba casarse a corto plazo.

### Fallecimiento

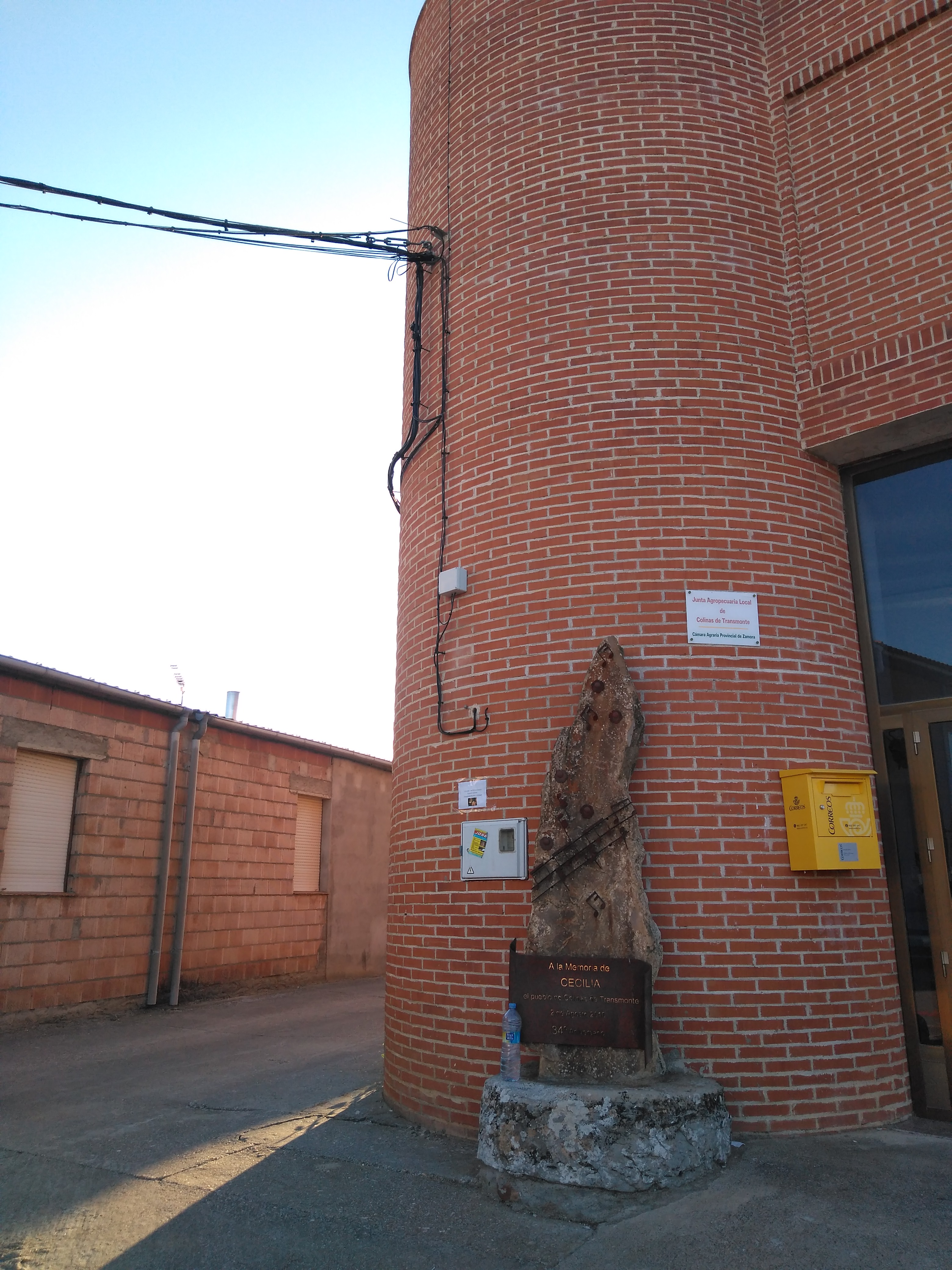
Monumento a la cantante en Colinas de Trasmonte.

Sobre las 5:40 del 2 de agosto de 1976, Cecilia falleció en un accidente de tráfico en la carretera N-525 en el casco urbano de Colinas de Trasmonte, cerca de Benavente (provincia de Zamora).
Regresaba de un concierto celebrado la noche anterior, en la Sala Nova Olimpia de Vigo (Pontevedra), cuando se produjo el accidente mortal. Su automóvil, un Seat 124 LS matrícula M-2342-AX, se estrelló con la parte posterior de un carro tirado por bueyes, que circulaba sin luces, en un tramo de carretera que discurría por vía urbana pero en el que no había alumbrado público. También se apuntó como causa un exceso de velocidad, pues estaba citada para unas grabaciones en Madrid a las diez de la mañana y habían salido de Vigo a las tres de la madrugada.
En el momento del accidente, iba dormida en el coche y murió de forma instantánea. La acompañaba su banda de tres músicos, dos de los cuales se salvaron con diversas heridas (como también el matrimonio de labradores que conducía el carro), pero el baterista Carlos de la Iglesia «Cegasa» también murió en el acto. Por entonces, Cecilia se encontraba en el momento más glorioso de su carrera musical y su muerte impactó al país. Fue enterrada en el cementerio de la Almudena (sepultura 7N - Manzana 63 - Letra E - Cuerpo 4), sus padres también descansan junto a ella.
Luego de su fallecimiento, Luis Gómez-Escolar compuso en su memoria la canción «Amiga» para consolarse por el fallecimiento sin pensar publicarla; sin embargo, Miguel Bosé, quien también fue amigo de Cecilia convenció al compositor que le permitiera grabar la canción.

## Carrera musical

### Década de 1960
Tal y como la propia Evangelina explica en las notas de su primer elepé, la afición musical se desarrolló desde edad muy temprana en el entorno familiar y escolar. A su llegada a Madrid y comenzando sus estudios en la capital, comenzó a tocar y cantar canciones en inglés en diferentes colegios mayores. En esa época conoció a Julio Seijas y a Joaquín Díaz, quienes serían determinantes en el comienzo de su carrera profesional. Empezó a componer sus propias canciones a los catorce, y a los dieciséis ganó un importante concurso de cantautores a nivel nacional que le sirvió para poco más adelante grabar su primer sencillo junto a Nacho Sáez de Tejada (Nuestro Pequeño Mundo) y Julio Seijas, Eva Sobredo con el nombre de Expresión que incluía las canciones «Try catch the sun» y «Have you ever had a blue day?», cantadas en inglés con aire bluessy-folk y, aunque Evangelina y Julio Seijas siguieron colaborando, el grupo se disolvió, a pesar de su incipiente éxito.

### Década de 1970
En 1971 firmó contrato con la multinacional CBS, entonces recién instalada en España. Adoptó el nombre artístico de Cecilia debido a que Eva ya estaba registrado y el tema «Cecilia» de Simon and Garfunkel, a quienes admiraba, estaba siendo lanzado por su compañía de discos. Grabó su primer sencillo en solitario con las canciones «Mañana» y «Reuníos» —esta última era un ruego para que volvieran los entonces recién disueltos Beatles—. Aunque no supuso un gran éxito, el disco representó entonces una novedad en un panorama dominado por cantautores de influencia francesa como Mari Trini, Joan Manuel Serrat o Luis Eduardo Aute.
Su primer álbum, Cecilia (1972), incluyó temas en castellano e inglés. Una canción social de este disco, «Dama, dama» (una crítica al falso puritanismo), fue un éxito, así como las existenciales «Nada de nada», «Mi gata Luna», «Fui» o «Señor y dueño» (que según sus propias palabras, era su canción favorita). La portada se debe al fotógrafo Francisco Ontañón que retrató a Cecilia con un guante de boxeo en la mano derecha, en alusión a las letras comprometidas que contenía el álbum. Es también una clara referencia a la canción «The Boxer» de Paul Simon. José María Íñigo en una entrevista que le realizó, sentenció que con este disco era una promesa que se había hecho realidad y destacó que si bien no tenía una gran voz destacaba por su sentimiento.
Su segundo elepé, Cecilia 2 (1973), mostraba de nuevo una fotografía de Ontañón en la portada, simulando levemente un embarazo. Las canciones de este álbum tratan temas variados, pero siempre muy personales. Algunos hablan de recuerdos, como «Cuando yo era pequeña», ecologismo, «Mi ciudad», otros de planteamientos vitales «Me quedaré soltera», cuya temática resultaba polémica para la época por su planteamiento feminista. «Si no fuera porque...» reflexionaba sobre el suicidio mientras que «Un millón de sueños» hacía referencia a la guerra civil española. Otras canciones hablan de un amor existencial, elegíaco y triste muy característico de Cecilia («Canción de amor», «Me iré de aquí»). Solo «Andar», tema de apertura del disco, escapa de esa tristeza y aparece lleno de ganas de vivir. No logró emular el éxito de ventas del elepé anterior aunque fue aclamado por la crítica.
Su tercer álbum, Un ramito de violetas (1975), fue el mayor éxito de su corta y fulminante carrera. La canción que da nombre al disco fue la que tuvo más éxito del elepé y por la que se suele recordar a Cecilia, quizá injustamente, ya que muchos de sus otros éxitos son también notables. Según su hermana Teresa, antes de ser una canción fue un cuento. Junto a esta pieza destacan canciones como «Mi querida España», «Decir adiós» o «Sevilla». Es destacable que la portada y funda interior fueran trabajo de la propia Cecilia. La portada fue una pintura de la autora, así como cada canción, que recibió una ilustración procedente de sus pinturas, de estilo naíf. Televisión Española decidió que representara a España en el Festival de la OTI de 1975 a lo que la artista aceptó a regañadientes, puesto que no le gustaban los festivales. La canción seleccionada fue «La llamada», compuesta por Juan Carlos Calderón. Cecilia trató por todos los medios de cantar una letra más acorde con su estilo personal; para ello finalmente sustituyó todo el texto y el tema pasó a llamarse «Amor de medianoche», que consiguió el segundo puesto. Más tarde grabó un elepé recopilatorio con el título de esa canción, que fue su último trabajo de larga duración.
Sin embargo, aún llegó a editar dos sencillos en 1976, «Tú y yo» y «Una guerra», en que este segundo tema era una alusión a la guerra civil que ya aparece en otras letras suyas. Este sencillo aún no se ha reeditado en las innumerables recopilaciones posteriores. El otro sencillo publicado ese año es «A Million Reasons»/«Come the Wind», que se lanzó en Estados Unidos. Se estaba planteando la posibilidad de lanzar la carrera de Cecilia en Norteamérica siguiendo el ejemplo de Julio Iglesias, con quien compartía agencia de management. Al momento de su muerte estaba trabajando en un proyecto sobre textos de Ramón María del Valle-Inclán.

## Cecilia póstuma

### Década de 1970
Cecilia consiguió en las semanas siguientes a su muerte ser número 1 en la lista de éxitos de Los 40 principales concretamente del 14 al 27 de agosto. La artista nunca había logrado un número 1 en esta radiofórmula en vida. En septiembre de 1976, un mes después de su fallecimiento, salió un sencillo póstumo que llevaba por título en la cara A «El viaje» y en la cara B, «Lluvia».

### Década de 1980
En 1983 la CBS decide publicar algunos temas que Cecilia había dejado grabados, tanto en estudio como en maquetas, pero que no estaban totalmente producidos. Juan Carlos Calderón, su antiguo productor y arreglista se encargó de producirlo y arreglarlo, contando con la colaboración de Julio Seijas. El álbum cuyo título es Canciones inéditas alcanzó cierta notoriedad pero no tuvo unas ventas y difusión tan amplias como los trabajos anteriores.

### Década de 1990
En 1991 la llegada del sonido digital posibilitó la remasterización y remezcla de una recopilación, 20 grandes canciones que se publicó en doble LP, CD (CD audio) y casete.
Coincidiendo con el vigésimo aniversario de su fallecimiento, la CBS/Sony publicó un doble CD en 1996, Desde que tú te has ido, que incluía dúos póstumos de Cecilia con cantantes como Merche Corisco, Miguel Bosé, Ana Belén, Manolo Tena, Julio Iglesias y Soledad Jiménez. Además se logró recuperar «Desde que tú te has ido» en la voz de la propia Cecilia. Esta canción fue escrita primeramente para Julio Iglesias y después la grabó también Mocedades. Dio título a esta colección de dúos, y fue reconstruida y digitalizada desde una maqueta que grabó Cecilia como prueba solo con su voz y guitarra. La reconstrucción corrió a cargo del músico Juan Carlos Calderón.
Televisión Española además emitió el documental 20 años sin Cecilia, la aproximación más seria a su figura realizada hasta esa fecha.
En esta década vieron la luz sus álbumes originales en formato CD en serie económica.

### Década de 2000
En 2006 se publica Un millón de sueños, un doble CD + DVD que recoge una amplia muestra de la obra de Cecilia. Se publican por primera vez en CD temas como «Lluvia» o «El viaje» y se incluye la versión inédita en inglés de «Un millón de sueños», «A Million Reasons». El DVD incluye dos programas de Televisión Española, Cecilia a su aire de 1973 y Cecilia en la OTI de 1975.

### Década de 2010
En septiembre de 2011 se publica un nuevo trabajo póstumo, Cecilia inédita en concierto. Se trata de un conjunto de tomas sacadas de apariciones de Cecilia en estudios de radio. Además de temas propios, se incluyen algunas canciones de otros intérpretes cantadas por Cecilia, como son «We Shall Overcome» de Pete Seeger, «Bridge over Troubled Water» y «The Boxer» de Simon and Garfunkel y «Blowin' in the Wind» de Bob Dylan. También aparece «Daddy don't put out the light», primera canción compuesta por Cecilia. Varias de las canciones difieren sustancialmente de las versiones de la discografía CBS. También se puede oír la voz de Cecilia dando explicaciones de las canciones al público presente en los estudios de radio donde se grabó. Este disco también se publicó en vinilo y fue una producción de la discográfica Ramalama.
El 17 de octubre de 2011, en la presentación de Cecilia inédita en concierto, se anuncia la publicación de su primera biografía. Se debe al periodista José Madrid, que en momento de la publicación tenía veintiocho años y ni siquiera había nacido cuando Cecilia murió. La biografía, titulada Equilibrista, la vida de Cecilia se publicó finalmente el 12 de diciembre de ese año, con gran éxito entre sus seguidores y entre la crítica especializada, que valoró la rica documentación así como la inclusión de correspondencia personal de la artista y los testimonios de sus amigos, familiares y compañeros de profesión.
En 2012, de nuevo con la discográfica Ramalama, se lanza nuevo material inédito de Cecilia en un álbum, del que es sencillo el tema «Mi muñeca», que había sido grabado en 1976 y que fue recuperado y arreglado en 2012. El álbum recupera cuatro temas nunca publicados en versión de la propia Cecilia: «Día tras día», «¿Dónde irán a parar?», «Cíclope» y «Mi muñeca», además de nueve temas pertenecientes a la discografía oficial, pero en versión maqueta, con diferencias en las letras debido a la censura y las exigencias de la discográfica CBS de los años setenta.
De nuevo en 2013, la discográfica Ramalama publica más material inédito de Cecilia en un CD titulado Diálogos que recopila quince maquetas y canciones inconclusas, varias de ellas del frustrado trabajo en torno a la figura de Valle-Inclán.
En un programa de televisión en el que se rinde tributo a Cecilia con motivo del 40.º aniversario de su fallecimiento, el periodista y amigo de Cecilia José Ramón Pardo anuncia la próxima edición de una caja de ocho CD que contendría toda la producción aparecida hasta la fecha, tanto en CBS como en Ramalama, ampliada con nuevos inéditos, fue publicada en 2016: Todo Cecilia. 40 anivesario (1948-1976).

### Década de 2020
Cecilia apareció en distintas bandas sonoras de series españolas de esta década: la canción Nada de nada en Vida perfecta, dirigida por Leticia Dolera en 2019, y en La Mesías, de Los Javis en 2023, y Mi querida España en la serie Su Majestad de Borja Cobeaga y Diego San José en 2025. La obra de teatro Carmen, nada de nadie, estrenada en el Teatro Español de Madrid en 2024, dedicada a la figura de Carmen Díez de Rivera, dirigida por Fernando Soto y escrita por Francisco Tallón y Miguel Pérez, también rindió homenaje a Cecilia en el título y en la banda sonora.
En 2024 Eduardo Bravo publicó el libro Cecilia 2, la historia del disco que no pudo ser, en la editorial Lengua de Trapo. Dedicado al disco homónimo, el libro recoge testimonios de estudiosos y personas cercanas a la artista, y analiza canción a canción cuestiones como la censura y la evolución de Cecilia como compositora. 

## Estilo e influencias
Cecilia supo aunar la música británica y norteamericana que había escuchado en su juventud y mientras residía en el Reino Unido y los Estados Unidos con la música y literatura españolas, todo ello con un sello absolutamente personal y único. En su obra se encuentran referencias a estilos tan variados como el blus, el rock, el pop, la bossa nova, la música tradicional española y las canciones de cabaré. Entre los artistas anglosajones que admiraba se pueden citar a The Beatles, Paul Simon, Bob Dylan y Joan Báez. Era además una voraz lectora de literatura clásica española, según ha asegurado su hermana Teresa en el documental de Televisión Española 20 años sin Cecilia. Cantó indistintamente en inglés y español, usando unas veces una voz frágil o aniñada y otras una voz firme e indómita.

## Censura
Como muchos otros artistas, Cecilia tuvo algunos problemas con la censura existente en España durante la dictadura del general Francisco Franco. Algunas letras tuvieron que ser modificadas, ciertos temas fueron descartados de los discos y algunas de sus portadas fueron sustituidas. La canción «Dama, dama» fue suavizada en los versos que dicen «Puntual cumplidora del tercer mandamiento, algún desliz en el sexto» para dejar así el final del verso: «... algún desliz inconexo». El tema «Mi querida España» tuvo que ser modificado, y quedaron eliminadas las referencias a las dos Españas («Esta España viva, esta España muerta, esta España blanca, esta España negra»). Sin embargo, el texto fue publicado sin censura en la carpeta del elepé. En algunas de sus actuaciones en vivo, Cecilia interpretaba los textos originales.
Entre los temas descartados para su publicación se encuentra la canción «Soldadito de plomo», una crítica al ejército, nunca vio la luz en vida de Cecilia.
El álbum más problemático fue Cecilia 2. Su título iba a ser Me quedaré soltera y una fotografía de Pablo Pérez-Mínguez ilustraría la portada, con una Cecilia que mostraba su embarazo. La compañía discográfica desechó la idea, cambiando el título al disco y utilizando una fotografía más discreta de Francisco Ontañón. El tema «Un millón de sueños» supuso a Cecilia pasar por el juzgado. Su título original era «Un millón de muertos» en referencia a la novela homónima de José María Gironella. Su alusión a la guerra civil española era directa. Cecilia declaró que se trataba de un tema acerca de la guerra de los Seis Días, que vivió en persona, y el tema no fue modificado salvo en el título, si bien recibió el calificativo de «no radiable» de los censores y quedó fuera de las emisoras de radio por un tiempo.

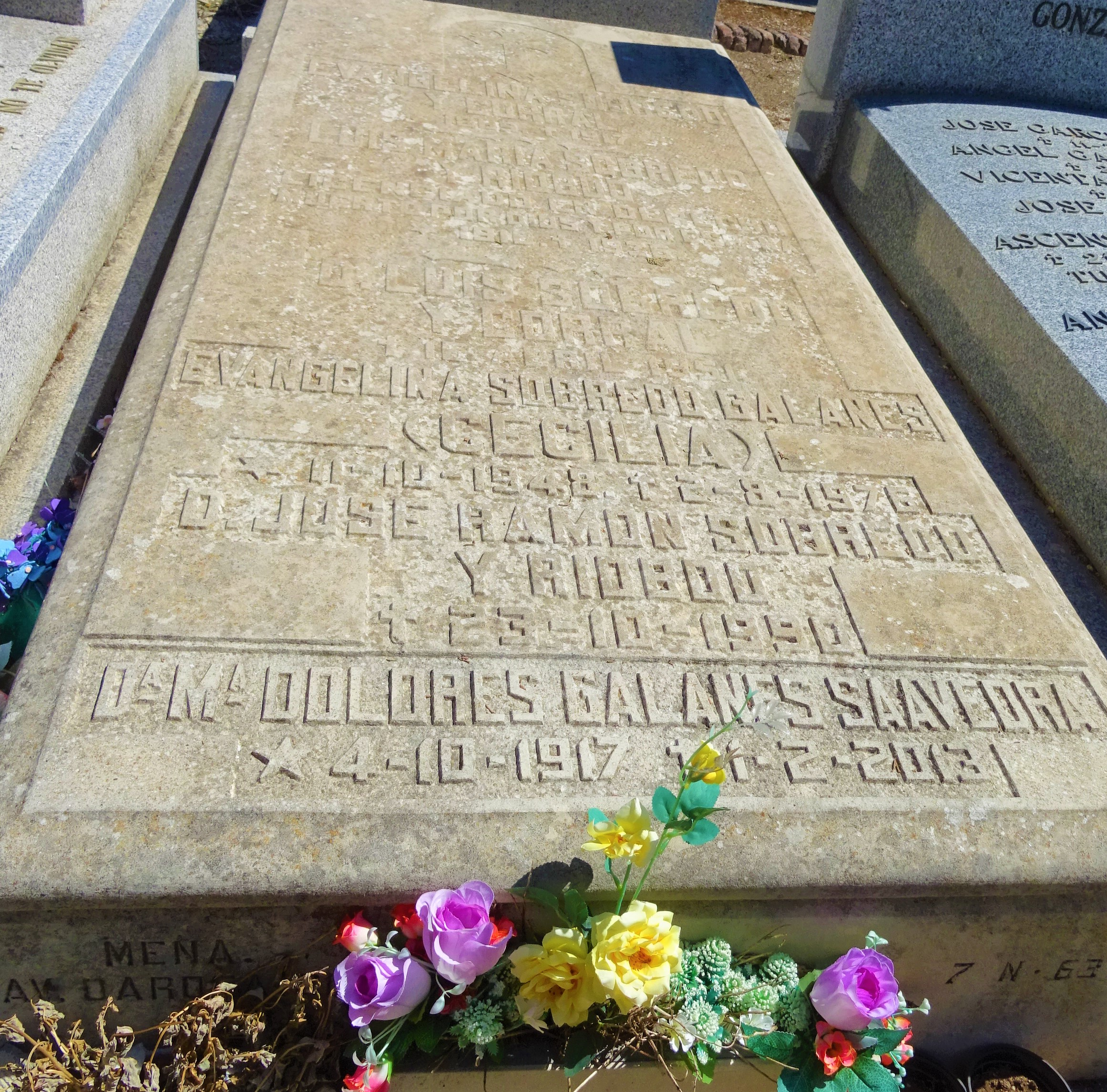
Sepultura de la cantautora Cecilia en el cementerio de la Almudena de Madrid

## Legado
Cecilia escribió temas para artistas como Julio Iglesias, Massiel, Mocedades y Rocío Jurado. A partir de su prematura muerte, varios artistas le rindieron homenaje, como Luis Gómez-Escolar, su compañero sentimental, María Ostiz, Miguel Bosé, Juan Erasmo Mochi, Betty Missiego, Vicente de Castro «Parrita», Silvia Tortosa, Elsa Baeza, Ana María Drack, Paloma San Basilio y Alfonso Pahino. 
A pesar de no lograr colocar ninguno de sus temas en el número 1 de las listas de ventas o de radiofórmula como Los 40 principales la buena recepción y popularidad de las canciones de Cecilia es incuestionable. Buena prueba de ello es que Cecilia ha sido versionada y reivindicada por una larga lista de artistas del todo el mundo. A modo de ejemplo se puede citar a Fangoria, Manzanita, Rocío Dúrcal, David Broza, Natalia Oreiro, Soledad Jiménez, El Canto del Loco,  Amaral, Mi Banda El Mexicano o Zalo Reyes. Se conservan además numerosos objetos personales y artísticos entre los que se cuentan instrumentos, trajes de sus actuaciones y varios de sus cuadros, como los que ilustran el disco Un ramito de violetas. Varios de estos objetos fueron expuestos en la Galería de Arte Inés Barrenechea en Madrid en 2011.
En 2017 el Ayuntamiento de Madrid le dedicó una placa conmemorativa en su domicilio de la avenida de Valladolid, 61.

## Discografía

### Álbumes
Álbumes de estudio:
- Cecilia (1972)
- Cecilia 2 (1973)
- Un ramito de violetas (1975)

Álbumes recopilatorios:
- Amor de medianoche (1975)

Álbumes recopilatorios posteriores a su muerte:
- Canciones inéditas (1983)
- 20 Grandes canciones (1990)
- Cecilia: Inédita en concierto (2011)
- Mi Muñeca (2012)

CD´s recopilatorios posteriores a su muerte
- 20 Grandes canciones (1990)
- Desde que tú te has ido (1996)
- Un millón de sueños (2006)
- Esencial Cecilia (2012)
- Diálogos (2013)
- Todo Cecilia (2016). Todas las canciones que publicó en vida –unas cincuenta- y las que se han completado después, además de algunas maquetas inconclusas.

### Sencillos
De Cecilia se han publicado un total de trece sencillos, un EP y un CD-sencillo. Diez de ellos fueron publicados en vida; los 3 últimos, el EP y el CD-sencillo son póstumos. De las canciones que contienen, 6 fueron número 1 en España[cita requerida] (marcadas con un asterisco):
- 1971: Mañana / Reuníos
- 1972: Fui / Dama, dama*
- 1972: Nada de nada* / Mi gata luna
- 1973: Andar* / Me quedaré soltera
- 1973: Canción de amor / Un millón de sueños
- 1974: Un ramito de violetas* / La primera comunión
- 1975: Mi querida España* / Esta Tierra
- 1975: Amor de medianoche* / Decir adiós
- 1976: A million reasons / Come the wind (Solo editado en EE. UU.)[31]
- 1976: Tú y yo / Una guerra
- 1977: El viaje / Lluvia
- 1983: Doña Estefaldina / Nana del prisionero
- 1983: El Juego de la vida / Lady in the limousine
- 1990: Nada de nada / Dama, dama / Mi querida España / Un ramito de violetas (EP)
- 1996: Desde que tú te has ido (Sencillo en CD)

## Actuaciones en televisión, radio, clips y documentales
Cecilia fue una artista con repercusión mediática. Su obra recibió la atención de los medios.
- 1972 "Nada de nada" Aparición en el programa Luces en la noche de TVE.
- 1972 Clip para el programa "Mosaico de canciones" del No-Do con la canción "Nada de nada".[32] Rodado en el Palacio de la Granja y el Palacio de Aranjuez y dirigido por Raúl de la Peña.
- 7-1-1973 actuación en el programa "Tarde para todos" de TVE.
- 2-9-1973 actuación en el programa "Festival" de TVE.[33]
- 28-10-1973 actuación en el programa "Tarde para todos" de TVE.[34]
- 18-10.1973 actuación en el programa "Festival" de TVE.[35]
- 25-04-1974 "Cecilia a su aire" retransmisión en TVE del concierto ofrecido en Barcelona, realizado por Luis María Güell.[36] Publicado por Sony/BMG junto al disco recopilatorio Un millón de sueños.
- 3-12-1974 actuación en el programa "3 Programa 3" de TVE en que se interpretó por primera vez en televisión "Un ramito de violetas"
- 8-12-1974 actuación en el programa "El gran musical" de la Cadena SER presentado por Pepe Domingo Castaño.
- 25-1-1975 Actuación en el programa "¡Señoras y Señores!" de TVE.[37]
- 7-2-1975 entrevista y actuación en el programa "Hoy 14-15" de TVE presentado por José María Íñigo.[38]
- 18-4-1975 "Musical de Mallorca 75" actuación en directo con orquesta retransmitido por TVE.[39]
- 2-9-1975 Actuación en el programa "Voces a 45" presentado por Pepe Domingo Castaño.[40]
- 9-11-1975 "Cecilia en Festival OTI 1975" dirigido por Enrique Martí Maqueda, es un programa promocional de TVE para el que se rodaron clips de los temas "Amor de medianoche", "Andar" en el Parque de atracciones de Madrid, "Un ramito de violetas" y "Mi querida España" en el Parque del Retiro, "Mi ciudad" circulando por las calles de Madrid, "Dama, dama" en el Museo Cerralbo y "Canción de amor" en el apartamento de Evangelina. Publicado por Sony/BMG junto al disco recopilatorio Un millón de sueños.
- 4-2-1976 actuación en "La hora de..." de TVE.[41]
- 28-7-1976 Su última entrevista, realizada por Juan Vives.[42]
- 18-1-1997 "20 años sin Cecilia", documental de TVE que hace un recorrido por su carrera, con testimonios de sus colaboradores como Julio Seijas, Manuel Díaz-Pallarés, Alberto Echevarría, Paco Ontañón o Julio Iglesias.[43]
- 1-11-1997 "Mitomanía" de TVE, presentado por Guillermo Summers y Susana Hernández, dedica el programa a Cecilia, junto a los también desaparecidos Nino Bravo y Antonio Flores.[44]

| Predecesor: Lia Uyá | España en el Festival de la OTI 1975 | Sucesor: María Ostiz |